# 광양역
광양역(Gwangyang station, 光陽驛)은 전라남도 광양시 광양읍 도월리에 있는 경전선의 철도역이다. 2011년 5월 25일에 복선 비전철로 이설과 함께 도월리 573-8번지로 이전하였다. 현재는 순천역~광양역 구간 사이에 전철화가 완료되었으며, 광양역~진주역사이의 복선화도 완료되었다.

## 역사
- 1967년 2월 8일 : 역사 신축 준공, 보통역으로 영업개시[3]
- 1987년 9월 10일 : 구내확장 및 상옥 준공
- 1987년 9월 16일 : 광양제철선 광양-태금 완공
- 1998년 12월 30일 : 광양항선 개통
- 2006년 5월 1일 : 소화물 취급 중지
- 2010년 9월 1일 : 화물 취급 중지[4]
- 2011년 5월 25일 : 복선화 완공과 함께 비전철로 개통 및 역사 현위치로 이전
- 2011년 6월 1일 : 화물 취급 재개[5]
- 2012년 6월 21일 : 복선전철화 완공
- 2013년 11월 1일 : 남도해양열차 정차
- 2015년 4월 1일 : 한국철도공사 물류본부 책임사업부제 시행으로 물류본부 호남권물류사업단 아래의 2급역으로 편제[6]
- 2016년 4월 29일 : 경전선 진주~광양 구간 이설로 삼랑진 기점 148.5km로 이전[7][8]
- 2017년 12월 18일 : 화물 취급 재개[9]

## 역 구조
2면 4선으로 쌍섬식 승강장으로 운영된다.

### 승강장
| ↑ 순천          |
| ４３ \| ２１ \| |
| 진상 ↓          |

| 1 | 경전선 | 무궁화호 | 사용하지 않음                             |
| 2 | 경전선 | 무궁화호 | 하동 · 진주 · 마산 · 부전 방면            |
| 3 | 경전선 | 무궁화호 | 순천 · 보성 · 광주송정 · 나주 · 목포 방면 |
| 4 | 경전선 | 무궁화호 | 사용하지 않음                             |

## 인접한 역
| 경전본선       | 경전본선      | 경전본선       |
| -------------- | ------------- | -------------- |
| 진상 부전 방면 | 무궁화 경전선 | 순천 목포 방면 |

## 사진

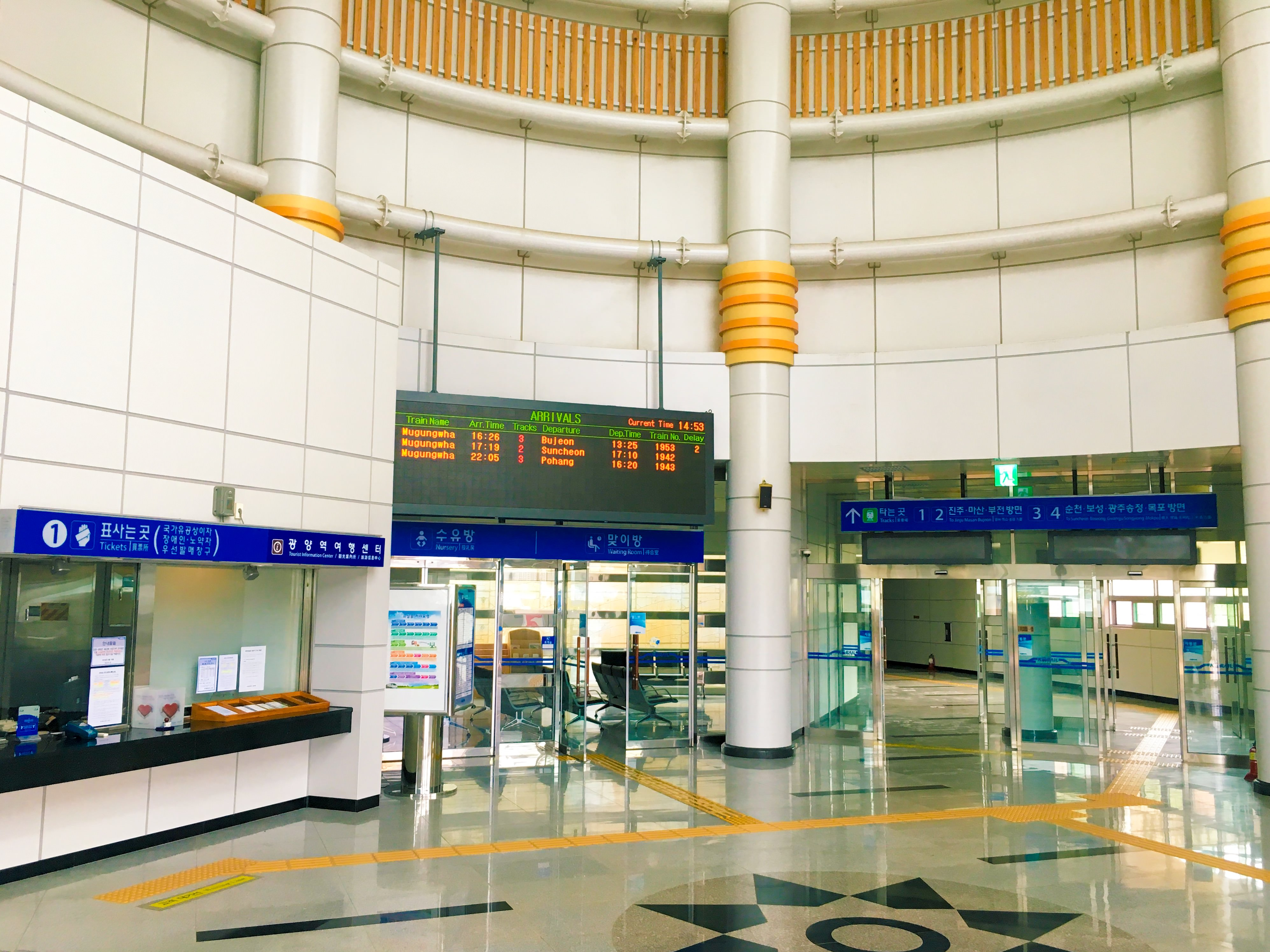
매표소
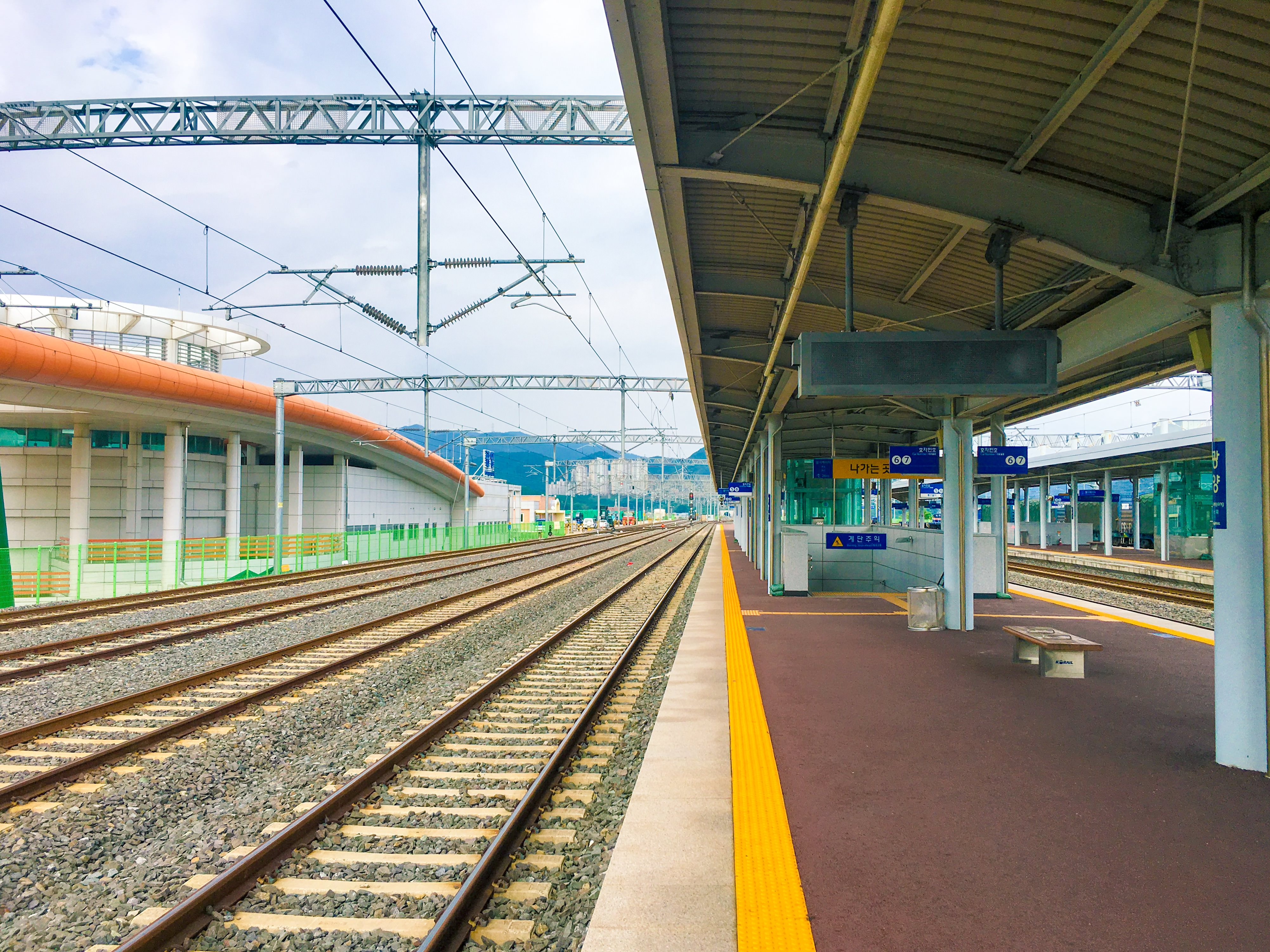
승강장
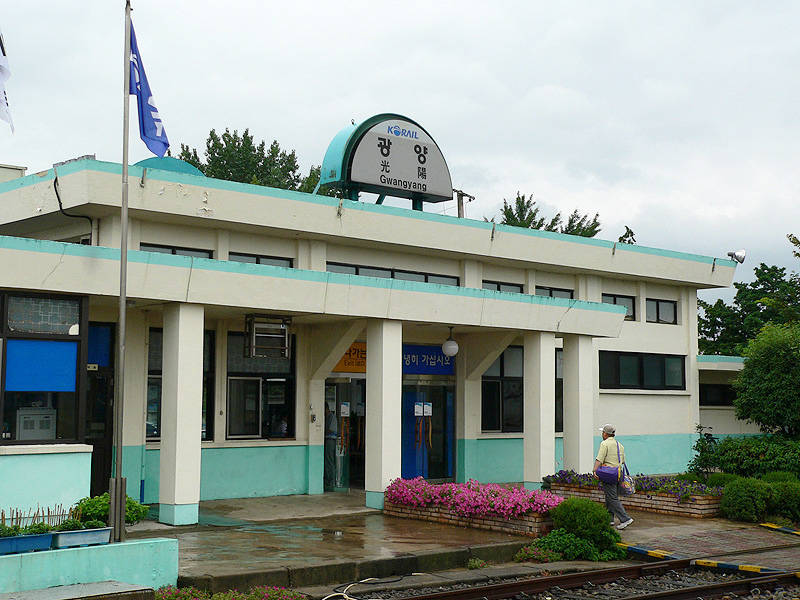
옛 광양역